# هکتور لاوسون
هکتور لاوسون (انگلیسی: Hector Lawson; ۲۱ مهٔ ۱۸۹۶ – 1971) بازیکن فوتبال اهل بریتانیا بود.
از باشگاه‌هایی که در آن بازی کرده‌است می‌توان به باشگاه فوتبال آبردین، باشگاه فوتبال لیورپول، باشگاه فوتبال نیوپورت کانتی، باشگاه فوتبال شامروک روورز، باشگاه فوتبال رنجرز، و باشگاه فوتبال برایتون اند هوو آلبیون، باشگاه فوتبال رنجرز، و باشگاه فوتبال رنجرز، اشاره کرد.